# Rudolf Dassler
Rudolf Dassler (sinh ngày 26 tháng 3, năm 1898 tại Herzogenaurach, (Đức) - mất ngày 27 tháng 10, năm 1974 tại Herzogenaurach) là người sáng lập công ty trang phục thể thao PUMA và là anh của người sáng lập Adidas, Adolf "Adi" Dassler. 2 anh em tham gia vào công ty của Adi Gebrüder Dassler Schuhfabrik (Xưởng giày anh em nhà Dassler) và Rudi tham gia vào năm 1924, nhưng trở thành đối thủ sau Chiến tranh thế giới thứ hai và mở công ty riêng vào năm 1948.
Lúc đầu công ty mới được gọi là "Ruda" (Rudolf Dassler), nhưng không lâu sau đó được đổi như tên hiện tại PUMA. Puma theo tiếng Đức có nghĩa là con báo sư tử và trong những ngôn ngữ khác.
Theo hướng của ông, Puma trở thành một công ty tỉnh lẻ. Dưới sự chỉ dẫn của con trai ông, Armin Dassler, công ty này mới được biết đến trên toàn thế giới như ngày nay.
Rudi Dassler mất vào ngày 27 tháng 10 năm 1974 vì bệnh ung thư phổi ở tuổi 76.